# Shaunna Polley
Shaunna Marie Polley (* 14. Dezember 1993 in Hamilton) ist eine neuseeländische Beachvolleyball- und ehemalige Volleyballspielerin. Sie wurde vier Mal Meisterin ihres Heimatlands im Sand.

## Karriere

### Karriere Halle
Schon 2011 wurde die damals Siebzehnjährige sowohl in die Juniorenauswahl ihres Landes für die US High Performance Volleyball Championships in Tucson als auch in die A-Nationalmannschaft für Testspiele in China berufen. In der folgenden Zeit war die Diagonalspielerin in mehreren Spielzeiten für die Hamilton Huskies aktiv und wurde mit dem Verein 2018 sowie 2019 Dritte der Landesmeisterschaft.

### Karriere Beach
Als Fünfzehnjährige begann die von der Nordinsel des Pazifik-Staats stammende Athletin 2009 mit dem Beachvolleyball. Von 2013 bis 2016 bildete sie ein Beachpaar mit Julia Tilley. In ihrer ersten gemeinsamen Saison siegten sie bei den neuseeländischen Meisterschaften und erreichten weitere Podestplätze auf nationalen Veranstaltungen. In dr folgenden Spielzeit gewannen sie einmal Bronze bei AVZ-Open. Ein Jahr später konnten sie den Titelgewinn bei den Landesmeisterschaften wiederholen und zogen in die Runde der besten sechzehn Teams bei den Asienmeisterschaften ein. Zwei Jahre später wurde Kelsie Wills die neue Partnerin von Polley. Die beiden standen 2017 im Viertelfinale der kontinentalen Titelkämpfe. Bronzemedaillen gewannen sie bei einem nationalen Wettbewerb in Valencia  sowie einem Ein-Stern-Event der FIVB in Ulsan und wurden Siebzehnte beim Drei-Sterne-Turnier in Qinzhou. In der folgenden Saison erklommen sie die oberste Stufe des Podiums bei den Neuseeland Championships. Außerdem überstanden sie die erste Runde der Qualifikation beim Fort Lauderdale Major und hatten das Pech, anschließend auf die späteren Finalistinnen Carolina Horta und Taiana Lima zu treffen. Zuvor hatten die Neuseeländerinnen noch die Gruppenphase des ersten Beachvolleyballturniers bei Commonwealth Games in Gold Coast ungeschlagen überstanden.
Nachdem sich Wills entschlossen hatte, ihre Volleyballkarriere zu beenden und sich stattdessen auf Rugby zu konzentrieren, kehrte Shaunna Polley zu ihrer ersten Partnerin zurück. Die beiden erreichten das Endspiel der Neuseeland Championships und wie schon 2015 das Achtelfinale bei den Asienspielen. Ein Spieljahr später gewannen sie sowohl das Tourfinale als auch die Landesmeisterschaften von Neuseeland.
Mit Alice Zeimann startete Polley ab 2021 bei verschiedenen Veranstaltungen der FIVB World Tour. Beste Ergebnisse waren der Finalsieg beim Ein-Stern-Event in Cortegaça und das Erreichen der Vorschlussrunde beim Zwei-Sterne-Turnier in Brünn. 2022 gewannen die beiden drei nationale Turniere, standen am 6. August in der Vorschlussrunde der Commonwealth Games in Birmingham und wurden einen Monat später Asienmeisterinnen. Zudem konnten sie beim Elite16-Turnier in Torquay Kristen Nuss und Taryn Kloth sowie ein chinesisches Paar besiegen und verpassten nur aufgrund des schlechtesten Ballquotienten zwischen drei gleichstarken Duos das Viertelfinale und belegten den geteilten neunten Platz. Ein Spieljahr später gewannen sie das Endspiel der neuseeländischen Beachtour und ihr erstes World Tour Future-Turnier. Beide Titel konnten sie 2024 verteidigen.
Im November des Jahres starteten Shaunna Polley und Olivia MacDonald bei den kontinentalen Titelkämpfen und erreichten die Runde der letzten Acht. Beim Challenge in Haikou wurden die Neuseeländerinnen Dreizehnte, ehe sie im neuen Jahr ihren ersten gemeinsamen Sieg bei der Beachtour ihres Heimatlandes erkämpften. Dem folgte ein weiterer Erfolg bei der asiatischen Turnierserie und gleich darauf der Gewinn des Futures in Nuvali. Ihr bis zu diesem Zeitpunkt wertvollstes internationales Resultat als Team gelang ihnen beim Challenge in Alanya im Juni der Saison. Nach dem Spielgewinn in der ersten und der Niederlage in der zweiten Qualifikationsrunde wurden sie als Lucky Loser für den Hauptwettbewerb zugelassen. Den zweiten Platz im Pool sicherten sie sich durch den Sieg über die Ukrainerinnen Hladun / Lasarenko. In der ersten Hauptrunde gewannen sie die Revanche gegen die Deutschen Linda Bock / Louisa Lippmann, gegen die sie in der Vorausscheidung noch verloren hatten. Dieses Resultat sicherte ihnen den geteilten neunten Rang im Abschlussklassement.

## Auszeichnungen
- 2012: Beste Aufschlagspielerin der Neuseeland Club Championships[4]
- 2013: Beste Aufschlagspielerin der Neuseeland Club Championships[5]
- 2018: Beste Diagonalspielerin der Neuseeland Club Championships[6]